# Forma I. / Utolsó cigaretta
A Forma I. / Utolsó cigaretta a P. Mobil második kislemeze 1979-ből. 
A felvételeket 1978-ban készítette a Magyar Rádió, az együttes Láng Művelődési Központ-beli koncertjén.
Az Utolsó cigaretta először 1984-ben került nagylemezre (Honfoglalás), de akkor már Tunyogi Péter énekével.

## Megjelenései
- 1979 SP
- 1998 CD Az „első” nagylemez '78
- 2003 CD Heavy Medal album bónuszanyag (az A oldal a 10., a B oldal a 11. dal a CD-n)

## Dalok
A: Forma I. 

B: Utolsó cigaretta

## Közreműködtek
- Bencsik Sándor – gitár, vokál
- Cserháti István – billentyűs hangszerek, vokál
- Kékesi László – basszusgitár, vokál
- Mareczky István – dob, ütőhangszerek
- Schuster Lóránt - zenekarvezető, szövegíró, vokál
- Vikidál Gyula – ének